# فرد هوارد
فرد هوارد (بالإنجليزية: Fred Howard)‏ (1 يناير 1891 في المملكة المتحدة - ) هو لاعب كرة قدم بريطاني (وحمل سابقاً جنسية المملكة المتحدة لبريطانيا العظمى وأيرلندا) في مركز الهجوم. لعب مع بورت فايل ومانشستر سيتي ونادي ريكسهام وولشبول تاون ‏ وMid Rhondda F.C. ‏ وPontypridd United F.C. ‏.